# Kanadische Badmintonmeisterschaft 1934
Die Kanadische Badmintonmeisterschaft 1934 fand Anfang März 1934 in Toronto statt.

## Finalresultate
| Disziplin    | Sieger                            | Finalist                         | Ergebnis         |
| ------------ | --------------------------------- | -------------------------------- | ---------------- |
| Herreneinzel | Douglas Grant                     | Bev Mitchell                     | 15-11, 15-9      |
| Dameneinzel  | Anna Patrick                      | Ruth Robertson                   | 11-7, 14-12      |
| Herrendoppel | Bev Mitchell George Goodwin jr.   | Pat Burrows Douglas W. R. McKean | 15-12, 15-11     |
| Damendoppel  | Marjorie Barrow Marguerite Delage | H. M. Bostock Isobel Bryson      | 15-5, 9-15, 15-5 |
| Mixed        | Dick Birch Anna Patrick           | Bev Mitchell Ruth Robertson      | 15-2, 2-15, 15-7 |